# Wonderful Crazy Night
Wonderful Crazy Night es el trigésimo primer álbum de estudio del músico británico Elton John, publicado por la compañía discográfica Mercury Records el 5 de febrero de 2016. Es el primer álbum de John en contar con la colaboración de The Elton John Band desde el lanzamiento de The Captain & the Kid en 2006. Es la primera aparición en un disco de John del teclista Kim Bullards, que reemplaza a Guy Babylon, y de Matt Bissonette, que reemplazó al bajista Bob Birch. Wonderful Crazy Night alcanzó el puesto seis en la lista británica UK Album Chart.

## Lista de canciones
Todas las canciones escritas y compuestas por Elton John y Bernie Taupin. 
| N.º | Título                  | Duración |  |
| 1.  | «Wonderful Crazy Night» | 3:13     |  |
| 2.  | «In the Name of You»    | 4:33     |  |
| 3.  | «Claw Hammer»           | 4:22     |  |
| 4.  | «Blue Wonderful»        | 3:37     |  |
| 5.  | «I've Got 2 Wings»      | 4:35     |  |
| 6.  | «A Good Heart»          | 4:50     |  |
| 7.  | «Looking Up»            | 4:06     |  |
| 8.  | «Guilty Pleasure»       | 3:38     |  |
| 9.  | «Tambourine»            | 4:17     |  |
| 10. | «The Open Chord»        | 4:04     |  |

| Temas extra (edición deluxe) |                       |          |  |
| N.º                          | Título                | Duración |  |
| 11.                          | «Free and Easy»       | 3:55     |  |
| 12.                          | «England and America» | 3:51     |  |

| Temas extra (edición superdeluxe) |                       |          |  |
| N.º                               | Título                | Duración |  |
| 11.                               | «Free and Easy»       | 3:55     |  |
| 12.                               | «Children's Song»     | 3:49     |  |
| 13.                               | «No Monsters»         | 4:58     |  |
| 14.                               | «England and America» | 3:51     |  |

## Posición en listas
| Lista (2016)                       | Posición |
| ---------------------------------- | -------- |
| Australia (ARIA)                   | 11       |
| Alemania (Media Control Charts)    | 10       |
| Bélgica (Ultratop flamenca)        | 26       |
| Bélgica (Ultratop valona)          | 26       |
| Canadá (Billboard Canadian Albums) | 18       |
| Irlanda (IRMA)                     | 41       |
| Nueva Zelanda (Recorded Music NZ)  | 11       |
| Noruega (VG-lista)                 | 17       |
| Países Bajos (Album Top 100)       | 43       |
| Reino Unido (UK Albums Chart)      | 6        |
| Suecia (Sverigetopplistan)         | 15       |
| Suiza (Schweizer Hitparade)        | 7        |